# Schlaflos (Kurzfilm)
Schlaflos ist ein preisgekrönter Kurzfilm aus dem Jahr 2017 von Christian Ludwig.

## Handlung
Alina stellt sich in einem unerbittlichen Kampf gegenüber einer Mücke, die ihr den Schlaf raubt.

## Produktion
Der Film wurde im Rahmen des 99Fire-Films-Award 2017 gedreht. Das Filmteam hatte nur 99 Stunden Zeit um den Film komplett fertigzustellen. Der Produktionszeitraum war vom 26. Januar bis 30. Januar 2017, wobei die eigentlichen Dreharbeiten am 27. und 28. Januar in Berlin-Neukölln stattfanden. Von mehr als 3500 Einreichung wurde Schlaflos unter den Besten 99 Filmen (Top99) gewählt.

## Hintergrund
Beim Bilderbeben Kurzfilmwettbewerb in Bielefeld gewann der Film den 3. Platz von über 1400 Einreichungen.
Schlaflos erhielt eine Nominierung beim Camgaroo Award 2018 in der Kategorie Ultrakurzfilm Emotionen/Spaß.
Im Abspann ist der Name von Alexandria Emilia Rawa falsch geschrieben ('Alexandrina Emilia Rawa').

## Festivalteilnahmen
- 2017: 99Fire-Films-Award (Top99)[5]
- 2017: Bilderbeben Bielefeld[3]
- 2018: Top Indie Film Awards (Nominiert: Best Writing, Best Actress, Best Cinematography, Best Humor)[6]
- 2018: FilmOneFest (USA)[7]
- 2018: Camgaroo Award 2018 (Nominiert: Ultrakurzfilm Emotionen/Spaß)[4]
- 2018: 12 Months Film Festival (Rumänien)[8]
- 2018: SHORT to the Point International Film Festival (Rumänien)[9]
- 2018: International Filmmaker Festival of World Cinema, Berlin[10] (Nominiert: Best Director of a Short Foreign Language Film[11], Best Sound Design[12])
- 2018: Virgin Spring Cinefest (Indien)[13]
- 2018: Queen Palm International Film Festival (USA)[14]
- 2018: Independent Shorts Awards (USA)[15]
- 2018: Barcelona Planet Film Festival (Spanien)[16]
- 2018: Oniros Film Awards (Italien) (Nominiert: Best Director, Best Cinematography, Best Producer)[17]
- 2019: Independent StarFilmfest (Deutschland)[18]
- 2019: Lake View International Film Festival (Indien)[19]
- 2019: International Filmmaker Festival of World Cinema London(UK)[20][21] (Nominiert: Best Director of a Short Foreign Language Film[22], Best Sound Design[23])
- 2019: Dam Short Film Festival (USA)[24]

## Auszeichnungen
- 2017: 3. Preis (Preisgeld: 250,– €), Bilderbeben Bielefeld (Deutschland)[25]
- 2018: Best Original Idea, Top Indie Film Awards[6]
- 2018: 2. Platz - Producer of the Month (David Theurich, Oliver Theurich), 12 Months Film Festival (Rumänien)[26]
- 2018: Best Super Short, UK Monthly Film Festival (UK)[27]
- 2018: Best Microfilm, New York Film Awards (USA)[28]
- 2018: Best Silent Film (Gold Award), Best Debut Filmmaker (Silver Award), Best Film / Video Poster (Silver Award), Best Producer (Silver Award), Best Short Film (Bronze Award), Virgin Spring Cinefest (Indien)[13]
- 2018: Best Indie Short Film, South Film and Arts Academy Festival (Chile)[29]
- 2018: Best Microfilm (Bronze Award), Queen Palm International Film Festival (USA)[30]
- 2018: Beste Schauspielerin (Alexandria Emilia Rawa), Bester Kameramann (Lucas Scheppe), Barcelona Planet Film Festival (Spanien)[31]
- 2018: Best Under Five Minute Short, Best Silent Film, Best Poster, Honorable Mention: Best Comedy, Honorable Mention: Best 1st Time Producer (David Theurich), Oniros Film Awards (Italien)[17]